# Amata congenita
Amata congenita là một loài bướm đêm thuộc phân họ Arctiinae, họ Erebidae.